# Helmut Flämmich
Helmut Flämmich (* 12. September 1932) ist ein ehemaliger deutscher Fußballspieler. 1952/53 spielte er für die BSG Motor Jena in der DDR-Oberliga, der höchsten Spielklasse im DDR-Fußball.

## Sportliche Laufbahn
In der Saison 1952/53 spielte die Betriebssportgemeinschaft (BSG) Motor Jena erstmals in der DDR-Oberliga. Zum Spielerkader gehörte auch der 20-jährige Helmut Flämmich, der bisher nicht im Ligenfußball der 1. Mannschaft der Jenaer aufgetreten war. In die Stammelf kam er nicht, lediglich sporadisch wurde er viermal als halbrechter Stürmer eingesetzt, wobei er bei seinem letzten Einsatz in der Begegnung des 27. Spieltages BSG Wismut Gera – BSG Motor Jena (2:1) sein einziges Oberligator erzielte. Die BSG Motor stieg nach einer Saison wieder in die zweitklassigen DDR-Liga ab, wo Flämmich 1953/54 zunächst wieder Ersatzspieler war. Erst in der Rückrunde wurde er regelmäßig in acht Ligaspielen aufgeboten, nachdem er zuvor in unregelmäßigen Abständen schon acht Punktspiele bestritten hatte. Weiter im halbrechten Angriff spielend kam er in dieser Spielzeit auf fünf Tore. Seine Einsatzquote konnte Flemmich auch 1954/55 nicht verbessern. Er spielte in zwölf DDR-Liga-Spielen, in denen er nur achtmal über die volle Spieldauer auf dem Feld war. Im Herbst 1955 wurde im DDR-Fußball eine Übergangsrunde zum Wechsel in den Kalenderjahrmodus ausgetragen. In der DDR-Liga kam es zu dreizehn Spielen, in denen Flämmich nur zweimal mitwirkte und einmal zum Torerfolg kam. Anschließend beendete er seine Laufbahn im höherklassigen Fußball, wo er vier Oberligaspiele (ein Tor) und 28 DDR-Liga-Spiele (acht Tore) bestritten hatte. 